# Saint-Rémi-de-Tingwick
Saint-Rémi-de-Tingwick es un municipio canadiense situado en la provincia de Quebec.

## Superficie
Saint-Rémi-de-Tingwick tiene una superficie de 72,97 km².

## Demografía
En 2021, tenía 446 habitantes, una densidad poblacional de 6,1 hab./km², y 269 viviendas.